# Hebe imbricata
Hebe imbricata é uma espécie de planta do gênero Hebe.